# Chiesa e convento di San Francesco (Salta)
La chiesa e convento di San Francesco di Salta è una chiesa argentina con annesso convento francescano sita nella città di Salta.
Per la sua bellezza e importanza storica costituisce una delle principali attrattive turistiche della città riconosciuta per la miglior conservazione del retaggio architettonico coloniale spagnolo in Argentina.
Si trova sulla intersezione tra le vie Caseros e Córdoba, a 100 m dalla piazza 9 luglio.
Fu dichiarata Monumento storico nazionale 1l 14 luglio 1941 e basilica minore il 4 agosto 1992 da Papa Giovanni Paolo II.

## Storia
Il luogo ove si trova la chiesa fu assegnato già alla data di fondazione della città di Salta, redatto nel 1582, e destinato in origine a chiesa e convento di San Diego di Alcalá.
Il primo edificio fu terminato nel 1625, anche se la sua precarietà rese necessaria una seconda costruzione nel 1674. Quest'ultima fu a sua volta distrutta da un incendio a metà del secolo XVIII.
La chiesa attuale fu eretta subito dopo, sotto la direzione del sivigliano frate Vicente Muñoz, autore anche della chiesa di San Francesco a Buenos Aires e della cupola della cattedrale di Córdoba. Quest'ultima condivide con il convento di San Francesco l'influenza delle cupole delle cattedrali di Zamora e di Salamanca.
La chiesa sopravvisse ad alcuni gravi episodi: nel 1761 un incendio dalle conseguenze del quale la chiesa fu restaurata appena nel 1767; nel 1772 un nuovo incendio costrinse i religiosi a trasferirsi in quello dei gesuiti, abbandonato dal momento della loro espulsione; errori scoperti nella costruzione; la morte di Fra' Vicente Muñoz; la decadenza di Salta a causa della guerra d'indipendenza che ne ritardò la definitiva conclusione della costruzione.
Nel 1857 padre Isidoro Fernández tornò da Roma con 14 religiosi, che iniziarono la conclusione definitiva dei lavori. Il convento fu terminato da Ugolino Cingolari otto anni più tardi. L'ultima revisione la fece Luis Giorgi, che reinaugurò la chiesa nel 1870 e nel 1872 la nuova facciata, anche se questa dovette essere ricostruita causa errori nella costruzione.

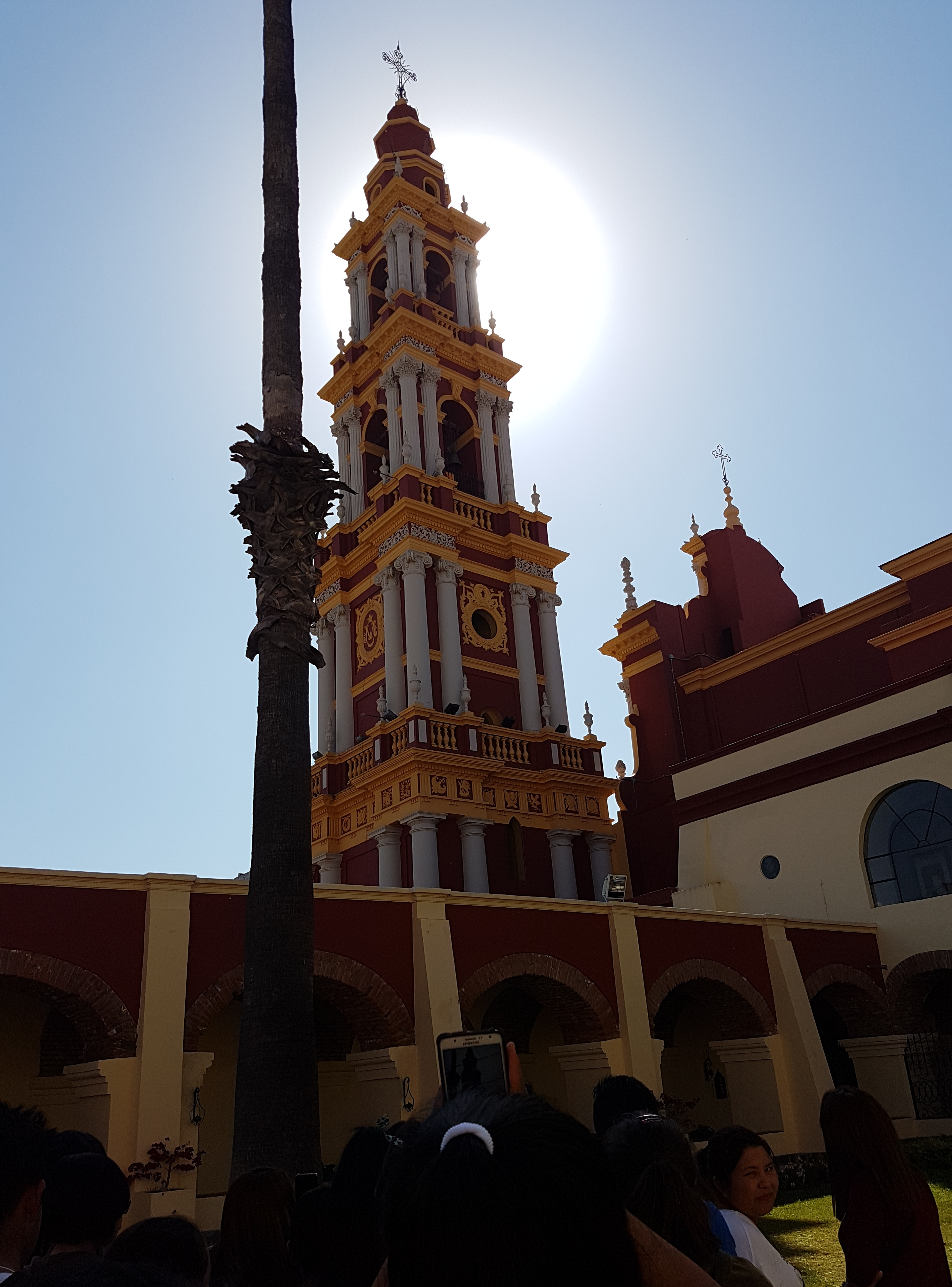
La torre campanaria

Nel 1877 Francisco Righetti cominciò la costruzione della torre campanaria accanto alla chiesa, la più alta del Sudamerica con 54 metri. Come la vicina Iglesia de la Viña, il suo progettista fu il tedesco José Enrique Teodoro Rauch.

### Eventi storici
Tra gli eventi storici qui avvenuti, si può evidenziare la presenza di Manuel Belgrano il 13 marzo 1813 alla messa funebre in onore di vincitori e vinti della battaglia di Salta del 20 febbraio dello stesso anno. Con il bronzo dei cannoni utilizzati in questa battaglia fu creata la Campana della Patria, dichiarata monumento storico nazionale il 14 luglio 1941 con il decreto nº 95.687.

## Punti d'interesse
La chiesa contiene valide opere, tra le quali emergono le immagini di Nostra Signora delle Nevi, di San Pietro di Alcantara attribuito al pittore spagnolo Alonso Cano e un dipinto di San Francesco di Assisi, attribuito da alcuni a Francisco de Zurbarán. Inoltre vi sono un piccolo museo e una biblioteca e archivio storico con volumi di grande valore. Inoltre merita una menzione speciale il suo Archivio musicale, che conserva testimonianze della vita musicale del convento dalla seconda metà del secolo XIX.

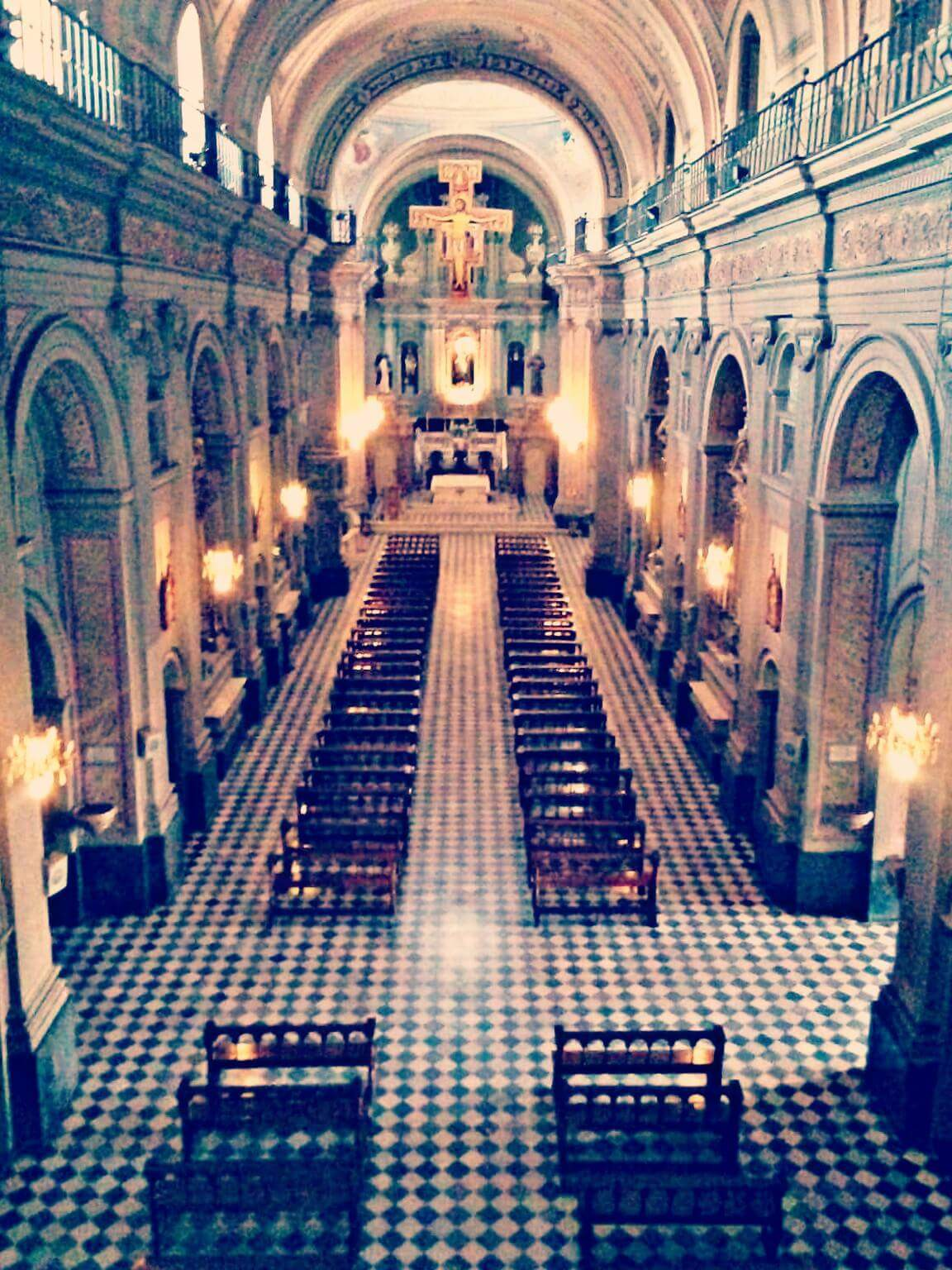
Interno della basilica: la navata

Sono poi inumate nel tempio le salme di Francisco de Gurruchaga, creatore della Marina militare argentina, Francisco Gorriti detto Pachi, difensore della frontiera settentrionale contro i realisti nella guerra d'indipendenza argentina, e quella di María Magdalena de Goyechea y la Corte, madre del generale Martín Miguel de Güemes.

## Architettura
I suoi colori sono una combinazione di terracotta e avorio, che evidenziano un completo ornamento. La facciata principale risente dell'influenza italiana, un corpo centrale intensamente decorato con ghirlande, fiori, scritte, stemmi e finestre cieche. La presenza di false tende realizzate in stucco e gli archi all'ingresso costituiscono dettagli molto originali.
La torre ha un aspetto più classico, è divisa in quattro piani a ordini sovrapposti. La navata unica è coperta da una volta semicilindrica; sulla crociera la cupola mostra cassettoni di evidente prospettiva. Le decorazioni interne, della seconda metà del secolo XIX, sono complementari all'aspetto esterno, nonostante il loro carattere più delicato ed elegante. All'interno si trova un altare in marmo costruito nel 1789 a Cadice espressamente per questa chiesa.

## Galleria d'immagini

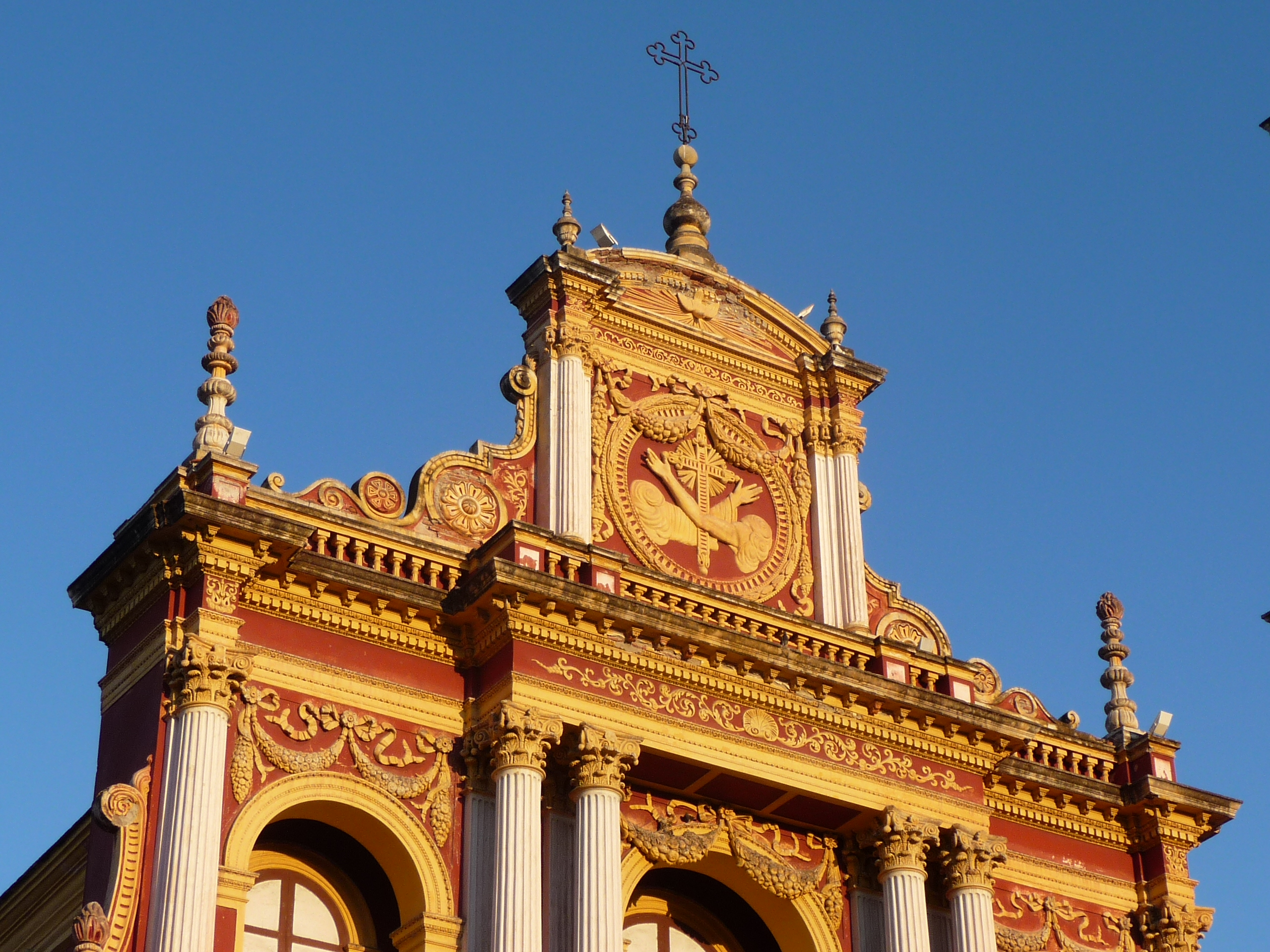
Dettagli della parte superiore della facciata.
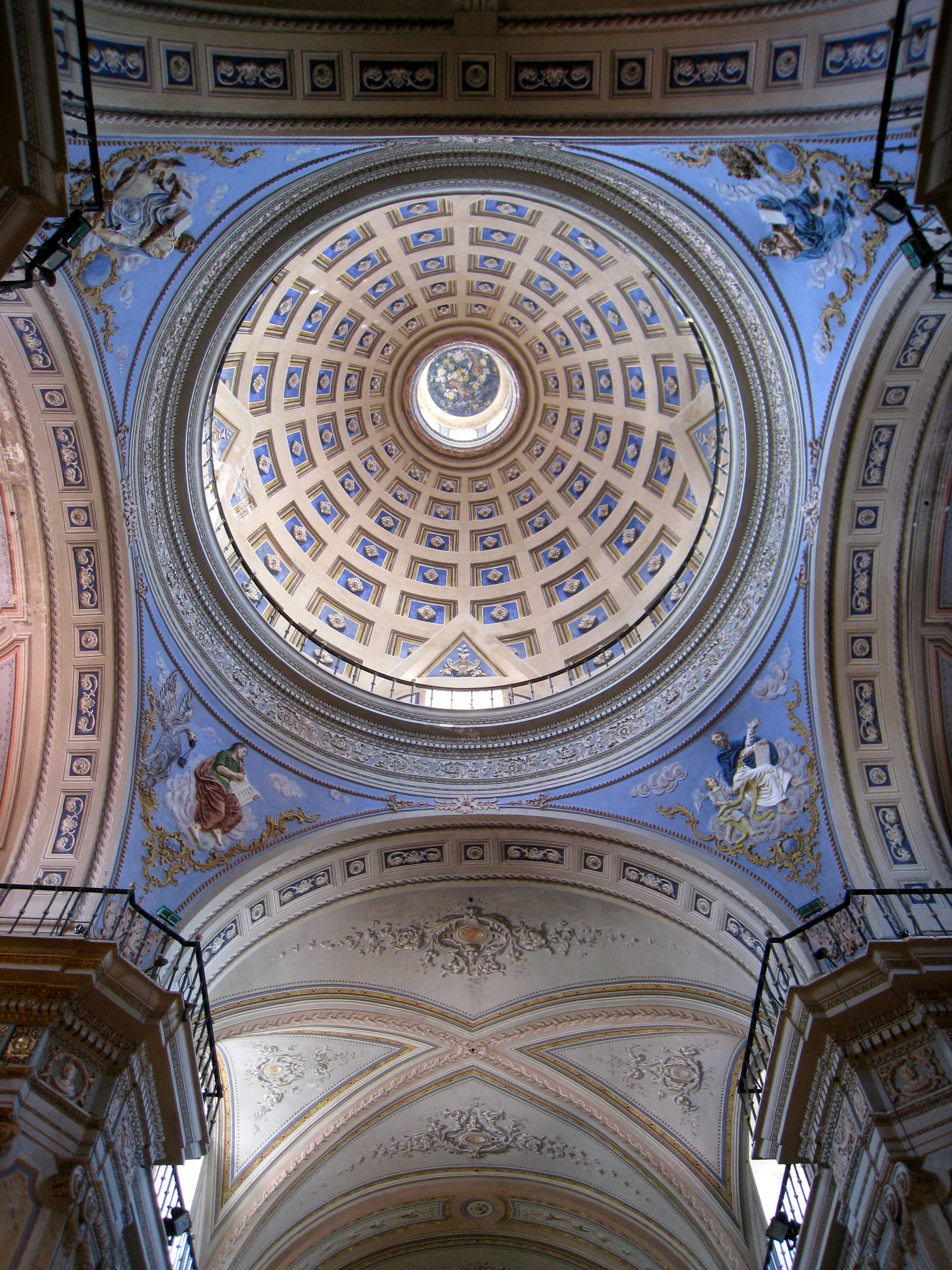
Interno della chiesa: la cupola
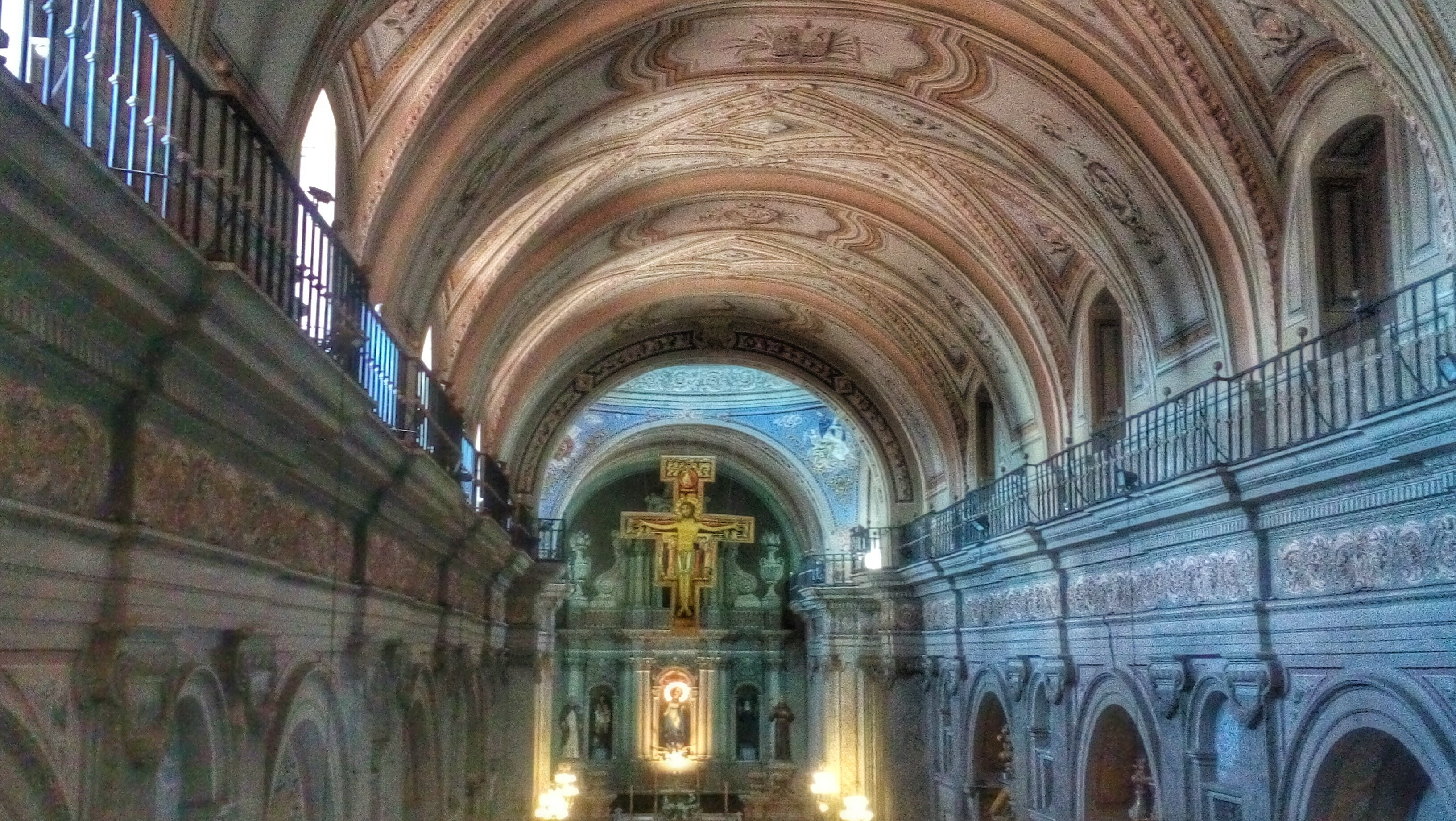
La volta della navata